# 利国街道
利国街道，是中华人民共和国江苏省徐州市铜山区下辖的一个乡镇级行政单位。

## 行政区划
利国街道下辖以下地区：
利群社区。